# Вентилируемый фасад
Навесной вентили́руемый фаса́д — система, состоящая из облицовочных материалов, которые крепятся на стальной оцинкованный, стальной нержавеющий или алюминиевый каркас к несущему слою стены или к монолитному перекрытию. По зазору между облицовкой и стеной свободно циркулирует воздух, который убирает конденсат и влагу с конструкций.
Родиной навесных вентилируемых фасадных систем в их современном виде принято считать Германию. Начиная с 1950-х годов, там проводились научные исследования, были разработаны конструктивные элементы и технология монтажа вентилируемого фасада. На сегодняшний день в Германии ведёт свою деятельность специализированный портал по навесным вентилируемым фасадам  (FVHF).
В Нью-Йорке и других густонаселённых городах американского северо-востока такими фасадами выполняется внешняя отделка зданий типа 5-над-1.
Все элементы крепления вентилируемой фасадной системы являются универсальными, что позволяет решать сложные архитектурные и конструкторские задачи от классических до ультрасовременных.
Для дополнительного утепления стен здания к стене посредством тарельчатых дюбелей или гибких связей крепится минераловатный утеплитель. На цокольной части здания используется экструзионный (пенополистирольный) утеплитель. Он не пропускает и не впитывает влагу. При этом величина зазора между утеплителем и фасадом здания должна быть более 40 мм (по разным источниками от 20 до 50 мм, причем в России приняты бо́льшие значения зазора, чем в США и в Европе). Это позволяет восходящим потокам воздуха циркулировать между облицовочным материалом и утеплителем, высушивая слой утеплителя в случае попадания на него влаги. С целью предотвращения выдувания волокон из утеплителя, в случае применения утеплителя с "некешированной" поверхностью он накрывается влаго-ветрозащитной, паропроницаемой мембраной (плёнкой), но это не является необходимым требованием к устройству систем вентилируемых фасадов.
Данная система способствует сохранению тепла в помещении, препятствует появлению сырости и существенно уменьшает количество строительного материала, необходимого для возведения стен зданий, что ведёт к экономии средств при строительстве, облегчению всего сооружения и возможности увеличения этажности здания.
Воздушный зазор между стеной и декоративной панелью значительно уменьшает теплоотдачу здания.
Однако, в случае ремонта или реконструкции уже существующего здания, например, многоэтажного жилого дома, система навесного вентилируемого фасада создаст дополнительную нагрузку на несущие конструкции здания и его фундаменты. Поэтому, перед принятием решения об установке навесного фасада рекомендуется провести обследование технического состояния строительных конструкций здания и, при необходимости, выполнить их усиление.
По данным исследований,  за 2014 год в России было установлено 18 млн м² вентилируемых фасадных систем на сумму около 58 млрд рублей. На начало 2017 года на рынке России функционируют около 70 производителей систем вентилируемых фасадов, сертифицированных Минстроем.

## Преимущества и недостатки
Основные преимущества навесных вентилируемых фасадных систем:
- Возможность использования различных облицовочных материалов (кирпич, натуральный камень, деревянную фасадную доску (планкен), алюмокомпозитные панели, керамогранит, реечный профиль, алюминиевый лист, асбестоцементные и фиброцементные листы, HPL панели)
- Широкая возможность цветовых комбинаций (карта цветов) — фирменные карты цветов производителей, RAL
- Высокие тепло- и звукоизоляционные характеристики системы
- Благодаря слою утепления «точка конденсации» выносится за пределы несущей стены здания
- Значительное сокращение затрат на отопление здания
- Долговечность: срок безремонтной эксплуатации систем навесных вентилируемых фасадов — до 50 лет
- Устойчивость фасадной системы к атмосферным воздействиям
- Быстрый монтаж фасадной системы в любое время года
- Возможность применения фасада для молниезащиты в качестве защитного экрана (что, в отличие от традиционной молниезащиты, обеспечивает сохранность дорогостоящего оборудования, расположенного в здании, от электромагнитного поля, создаваемого разрядом)[2]
- Применение навесного фасада снимает проблему перегрева стен в летние месяцы[3]
- Ремонтопригодность в случае частичного повреждения

Основные недостатки:
- Несоблюдение предусмотренных альбомами технических решений конструктивных методов по обеспечению пожарной безопасности навесных фасадов, а также применение материалов, не прошедших натурных огневых испытаний по ГОСТ 31251-2003, приводит к снижению пожароустойчивости зданий
- Необходима высокая квалификация монтажников
- Несоответствие стен-оснований требуемому уровню зачастую может приводить к применению нестандартных элементов при монтаже вентилируемого фасада, а также обуславливает необходимость проведения геодезических работ при монтаже фасада с большой точностью[4]
- Несовершенство ряда существующих конструктивных решений для обеспечения пожарной безопасности
- Несоблюдение условий по коррозионной защите металлического каркаса (отсутствие или недостаточная толщина цинкового, полимерного покрытия на элементах, местное повреждение защитного покрытия и т. д.), которые часто встречаются на практике, снижают долговечность фасадной системы и здания в целом[5]
- Несоблюдение условий или отказ от защитных плёнок в конструкции теплоизоляционного слоя, сказывается на экологичности системы[6]
- Применение вентфасада на существующих строениях может нарушать изначальный архитектурный замысел и приводить к безликому, лишённому индивидуальности внешнему виду здания.
- Предполагает временный характер внешнего архитектурного облика здания, зачастую обусловленный отсутствием конструктивной связи между основными архитектурными элементами декора и конструкцией несущих стен.

## Виды облицовки вентилируемых фасадов
- Керамический гранит
- Фасадные бетонные панели
- Кирпичные
- Алюминиевые композитные панели
- Стальные композитные панели
- Алюминиевые панели
- Фиброцементные панели
- Планкен (деревянная фасадная доска)
- Металлический сайдинг
- Виниловый сайдинг
- Натуральный гранит
- HPL панели
- Терракотовые панели
- Стеклопанели
- Металлические кассеты
- Фиброцементный сайдинг
- Облицовочный кирпич
- Клинкерная плитка
- Магнезитовая плита
- Солнечные батареи

## Расчёт вентилируемых фасадов
Расчёт вентилируемого фасада включает прочностные и теплофизические расчёты.
В общем случае прочностной расчёт заключается в определении напряжений и прогибов основных конструктивных элементов - кронштейнов и направляющих  профилей, а также проверки узлов крепления - анкерного дюбеля на вырыв и заклепочного соединение на смятие и срез. Проверку элементов проводят при действии на систему сочетаний нагрузок от собственного веса конструкций, нагрузок от двухстороннего обледенения и ветровую нагрузку.
Теплофизические расчёты вентилируемого фасада включают теплотехнический, влажностный и расчёт воздухопроницаемости ограждающей конструкции. При определении толщины теплоизоляции, учитывается воздухообмен в зазоре вентилируемого фасада и влияние металлических теплопроводных включений с помощью коэффициента теплотехнической неоднородности или с помощью расчёта температурных полей.
На прочностной расчёт подсистемы вентилируемых фасадов распространяются положения основных нормативных документов, действующих в строительстве и локальные документы . Методики теплофизического расчёта вентилируемых фасадов изложены в нормативах. Также, для расчёта подсистем, разработаны рекомендации по проектированию производителей вентилируемых фасадов.
Для расчёта вентилируемых фасадов применяются программы фирм производителей систем или открытое программное обеспечение.
В настоящее время (2017 г.) ведется совершенствование и доработка методик расчёта навесных вентилируемых фасадов, в частности вопросов влияния температурных напряжений в элементах на прочностные характеристики системы, способов учёта влияния воздухообмена в зазоре.
Вентфасады выполняют и важную декоративную функцию. Во-первых, облицовочные кассеты могут быть покрашены в любой цвет и иметь различную форму (в том числе нестандартную, фигурную). Во-вторых, вентиляционный фасад – это отличный способ скрыть такие недостатки фасада, которые едва ли можно оперативно изменить: неровности, трещины, остатки прежних элементов отделки.